# Màsters de Shanghai (snooker)
El Masters de Shanghai de snooker és un dels 24 tornejos oficials del circuit mundial d'aquest esport. Es juga anualment des de l'any 2007 a Shanghai, Xina. El jugador que més vegades l'ha guanyat és l'anglès Ronnie O'Sullivan amb quatre victòries (2007, 2017, 2018 i 2019).

## Edicions
| Any  | Guanyador         | Finalista         | Marcador |
| ---- | ----------------- | ----------------- | -------- |
| 2007 | Dominic Dale      | Ryan Day          | 10-6     |
| 2008 | Ricky Walden      | Ronnie O'Sullivan | 10-8     |
| 2009 | Ronnie O'Sullivan | Liang Wenbo       | 10-5     |
| 2010 | Ali Carter        | Jamie Burnett     | 10-7     |
| 2011 | Mark Selby        | Mark Williams     | 10-9     |
| 2012 | John Higgins      | Judd Trump        | 10-9     |
| 2013 | Ding Junhui       | Xiao Guodong      | 10-6     |
| 2014 | Stuart Bingham    | Mark Allen        | 10-3     |
| 2015 | Kyren Wilson      | Judd Trump        | 10-9     |
| 2016 | Ding Junhui       | Mark Selby        | 10-6     |
| 2017 | Ronnie O'Sullivan | Judd Trump        | 10-3     |
| 2018 | Ronnie O'Sullivan | Barry Hawkins     | 11-9     |
| 2019 | Ronnie O'Sullivan | Shaun Murphy      | 11-9     |